# Csekk
A csekk köznapi nyelven:
- Bankban beváltható, készpénzt helyettesítő fizetési eszköz
- Postai készpénz befizetésre szolgáló nyomtatvány (A "sárga csekk" hivatalos neve: készpénzátutalási megbízás)
- Egyéb, ilyen néven kiadott, speciális felhasználású utalvány vagy "bón", amely bizonyos esetekben fizető eszközként is használható (például üdülési csekk, étkezési csekk)

Jogilag:
Jogszabályban meghatározott tartalommal rendelkező, hitelviszonyt megtestesítő értékpapír, amely elsősorban vállalkozások egymás közötti elszámolásainak, fizetéseinek elősegítésére szolgál.

## A csekk mint értékpapír[1]
A csekk tartalmi követelményei:

Egy kanadai bankcsekk

1. a csekk elnevezés az okirat szövegében és pedig az okirat kiállításának nyelvén;
2. a határozott pénzösszeg fizetésére szóló feltétlen meghagyás;
3. a fizetésre kötelezett neve (címzett);
4. a fizetési hely megjelölése;
5. a csekk kiállítási napjának és helyének megjelölése;
6. a kibocsátó aláírása.
Az az okirat, amelyből az előbbi szakaszban megjelölt kellékek valamelyike hiányzik, nem csekk, kivéve a következő pontokban foglalt eseteket:
Külön megjelölés hiányában a címzett neve mellett feltüntetett helyet kell fizetési helynek tekinteni. Ha a címzett neve mellett több hely van megjelölve, a csekk az elsőnek megjelölt helyen fizetendő.
Ha a csekken a kiállítás helye nincs megjelölve, a csekket úgy kell tekinteni, mintha a kibocsátó neve mellett megjelölt helyen állították volna ki.
A csekk címzettje olyan bank, amelynél a kibocsátónak követelése áll fenn; a kibocsátás alapja olyan kifejezett vagy hallgatólagos megállapodás, amely szerint a kibocsátó jogosult a követeléssel csekk útján rendelkezni. Ha azonban a csekk ezeknek az előírásoknak nem felel meg, ez az okiratnak, mint csekknek, érvényességét nem érinti.
A csekk szólhat:
- megnevezett személyre, vagy
- bemutatóra.

A megnevezett személyre szóló csekket, ha rajta vagy a bemutatónak vagy ezzel azonos értelmű kifejezés szerepel, bemutatóra szóló csekknek kell tekinteni.
Az olyan csekk, amelyen a kedvezményezett nincs megjelölve, bemutatóra szóló csekknek tekintendő.
Ha a csekken a fizetendő összeg betűkkel és számokkal is szerepel, eltérés esetében a betűkkel kiírt összeg érvényes.
Az olyan csekk, amelyen az összeg betűkkel vagy számokkal többször is szerepel, eltérés esetében a legkisebb összeg erejéig érvényes.
A csekk megtekintéskor fizetendő. Ha a csekket a rajta feltüntetett kiállítási nap előtt mutatják be fizetés végett, azt a bemutatás napján kell kifizetni. A csekket fizetés végett nyolc napon belül kell bemutatni, ha az ugyanabban az országban fizetendő, ahol kibocsátották.
Ha a csekk más országban fizetendő, mint ahol kibocsátották, azt húsz, illetve hetven napon belül kell bemutatni, aszerint, hogy a kibocsátás és a fizetés helye ugyanazon a földrészen, vagy különböző földrészeken van-e. A fentemlített határidők attól a naptól számítanak, amely a csekken mint kiállítási nap szerepel. Ha a csekk olyan helyen fizetendő, ahol a naptári időszámítás más, mint a kiállítás helyén, a kiállítás napját a fizetés helyének időszámítása szerint kell a megfelelő napra átszámítani.
Ha a csekk a fizetés helyén nem használatos pénznemről szól, összegét az ország pénznemében lehet fizetni, a fizetés napjának megfelelő érték szerint. Ha a bemutatáskor nem történt fizetés, a csekkbirtokos követelheti, hogy a csekkösszeget az ország pénzében – választása szerint – akár a bemutatás napjának, akár a fizetés napjának megfelelő árfolyamon fizessék.
A fizetés helyén fennálló szokás határozza meg az idegen pénznem értékét. A kibocsátó azonban kikötheti, hogy a fizetendő összeget a csekken meghatározott árfolyam szerint számítsák.Az előbbi szabályokat nem lehet alkalmazni, ha a kibocsátó kikötötte, hogy a fizetésnek meghatározott pénznemben kell történnie (effektivitási záradék). Ha a csekk olyan pénznemre szól, amelynek a kiállítás és a fizetés országában ugyanaz a neve, de más az értéke, a vélelem az, hogy a fizetési hely pénznemét értették.
A kibocsátó vagy a csekkbirtokos a csekket áthúzással megjelölheti. A megjelölés a csekk előlapjára helyezett két párhuzamos vonással történik. A megjelölés lehet általános vagy különleges hatályú.
A megjelölés általános hatályú, ha csak két vonásból áll, vagy ha a vonások között a bank vagy azonos értelmű kifejezés szerepel.
A megjelölés hatálya különleges, ha a vonások közé meghatározott bank nevét írják.
Az általános hatályú megjelöléssel ellátott csekket a címzett csak banknak, vagy saját ügyfelének fizetheti ki.
A különleges hatályú megjelöléssel ellátott csekket a címzett csak a meghatározott banknak, vagy ha az utóbbi maga a címzett, valamely ügyfelének fizetheti ki. A meghatározott bank azonban a csekk beszedésével másik bankot is megbízhat.
Bank áthúzással megjelölt csekket csak valamelyik ügyfelétől, vagy másik banktól szerezhet. Ilyen csekket bank csak a nevezettek számlájára szedhet be.
A kibocsátó vagy a csekkbirtokos megtilthatja a csekknek készpénzben történő kifizetését úgy, hogy a csekk előlapjára átlós irányban ráírja ezeket a szavakat: elszámolásra vagy azonos értelmű kifejezést.
Ilyen esetben a címzett a csekket csak könyvelés útján számolhatja el (jóváírás, átutalás, kiegyenlítés). A könyvelés útján történt elszámolás fizetésnek számít.